# 슬로베니아

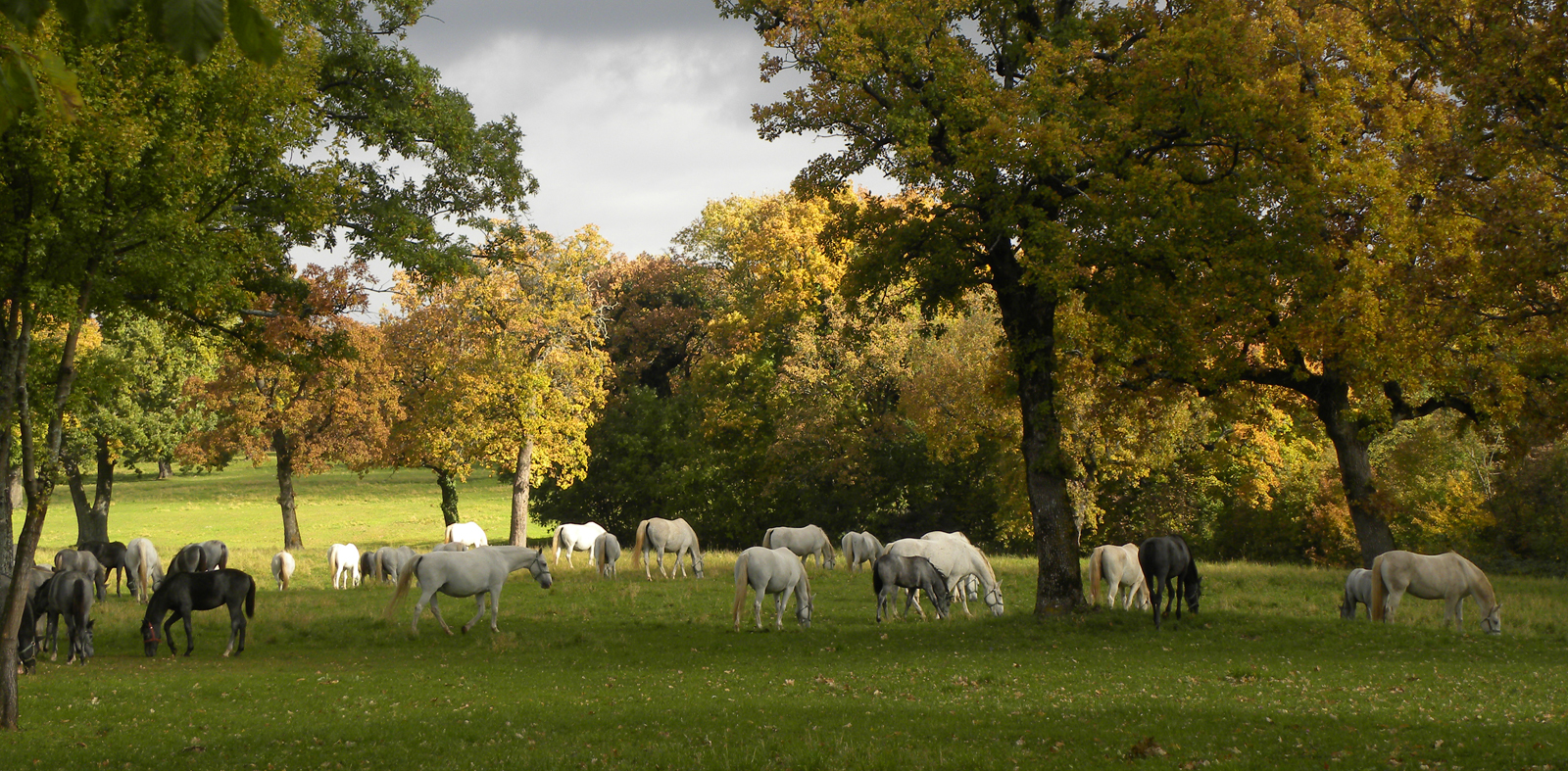

슬로베니아(슬로베니아어: Republika Slovenija 레푸블리카 슬로베니야, 영어: Republic of Slovenia)는 중앙유럽 남부에 있는 나라로 알프스산맥 끝부분과 지중해와 접하고 있다. 서쪽으로는 이탈리아, 서남쪽으로는 아드리아해, 남동쪽으로는 크로아티아, 북동쪽으로는 헝가리, 북쪽으로는 오스트리아와 국경을 맞대고 있다. 수도는 류블랴나이다. 슬로베니아는 게르만, 라틴, 슬라브 문화가 만나는 지점에 자리 잡고 있어서 천년 가까이 이탈리아, 오스트리아, 헝가리, 크로아티아 등 주변 나라의 영향을 받았다.
슬로베니아 영토의 40% 가량은 산지나 고원 등 고지대로 국토 내륙 지방에 자리 잡고 있으며 크로아티아 등 주변 국가와 함께 발칸반도라는 삼각형 모양의 반도에 속한 국가 중의 하나이다. 슬로베니아에서 가장 높은 산은 트리글라우산이다. 인구 대다수는 공용어인 슬로베니아어를 쓰며, 그 밖 지역 공용어로 헝가리어와 이탈리아어가 있다.
슬로베니아는 유럽 연합, 유로존, 솅겐 조약, 유럽 안보 협력 기구, 유럽 평의회, 북대서양 조약기구, 유네스코, 세계 무역 기구, 경제 협력 개발 기구, 유엔 가입국이다.

## 역사
이 지역은 서로마의 멸망 이후 훈족과 게르만족의 침략을 받았고, 이들이 아바르에 의해 쫓겨난 이후 슬라브족이 들어와 살기 시작했다. 620년대에 사모(Samo) 왕이 서부 슬라브족을 통합하여 왕국을 세웠는데, 658년 왕국이 붕괴한 이후 슬로베니아인의 조상은 오늘날의 케른텐 지역에 카란타니아와 카르니올라라 하는 공국을 세웠다. 8세기 중반 카란타니아는 인접한 바이에른의 지배를 받게 되었고 곧 바이에른과 함께 카롤루스 제국에 편입되어 기독교화되었다.
14세기 슬로베니아 지역은 합스부르크 군주국의 영지가 되었다. 서부 지역은 프리울리가를 물리친 베네치아 공화국이 차지하고 있었으나 1797년 베네치아 공화국이 해체된 이후 오스트리아 제국에 넘어갔다.
19세기에는 슬로베니아의 낭만주의적 민족주의가 발흥하기 시작했다. 1919년 제1차 세계대전의 결과로 슬로베니아 지역은 오스트리아로부터 독립하였는데, 이후 인근의 남슬라브 민족들과 함께 유고슬라비아를 구성하여 유고슬라비아 왕국의 일부가 되었다. 제2차 세계대전 이후 유고슬라비아에는 사회주의 정권이 들어섰다. 그러나 1991년부터 유고슬라비아 내전으로 연방은 해체되었고, 슬로베니아는 이 과정에서 최초로 독립하였다.
2004년 3월 29일에는 NATO에 가입했으며 2004년 5월 1일에는 유럽 연합에 가입했다. 2007년 1월 1일에는 유로를 공식 통화로 지정했다. 현재는 정치가 안정되어 있다. 2008년 9월 22일에 슬로베니아는 총선에서 중도좌파 야당인 사회민주당이 승리했다.

## 지리와 기후
슬로베니아는 알프스산맥, 판노니아 평원이 있으며, 가장 높은 산은 트리글라우산으로 높이는 2,864m이다. 일부 지역이 아드리아해에 접해 있으나, 이 지역을 제외하면 내륙국이나 다름없다. 국토 전체의 보통 해발 고도는 해발 557m 이상이다. 거의 국가 절반 이상이 숲이다. 이 때문에 슬로베니아는 유럽 대륙에서 핀란드, 스웨덴에 이어 세 번째로 가장 많은 숲을 보유한 국가이다.
해안가는 지중해성기후가 어느 정도 나타나고 대륙 내부와 알프스 인근 지역에서는 여름에는 무덥고 겨울에는 추운 양상을 보인다. 평균 기온은 1월에 -2도, 7월에 영상 21도이다. 해안가의 평균 강수량은 1,000mm이고 알프스 인근에는 3,500mm 이상의 비가 내린다.

## 행정구역
수도는 류블랴나이다. 슬로베니아는 193개의 시(자치체)가 있다. 그중에서 특히 인구가 많은 11개의 시는, 특별시에 속해있다.

## 인구와 주민
주민은 슬로베니아인이 89%, 남슬라브계(크로아티아인, 세르비아인, 보스니아인, 몬테네그로인, 마케도니아인 등)이 10%, 기타(헝가리인이나 이탈리아인, 체코인, 알바니아인, 독일인, 기타)는 0.5%이다.
여성 1인당 합계출산율은 2004년 기준(Eurostat 추정) 1.22명으로 유럽연합 내에서 가장 적다. 2005년 기준 천명당출산율은 8.8명, 천명당사망율은 9.2명이다.

## 언어
언어는 슬로베니아어가 공용어이다. 제2 언어로 영어가 보급되어 있다. 세르비아어, 크로아티아어, 독일어, 이탈리아어, 헝가리어도 쓰인다.
한편, 슬로베니아는 프랑스어 사용국 기구(프랑코포니)의 참관국이다.

## 종교
종교는 로마 가톨릭교회가 거의 대부분이다. 약간의 개신교, 세르비아 정교회, 이슬람교, 유대교, 불교, 조로아스터교, 도교, 힌두교 등도 있다. 가톨릭의 비율은 2002년 센서스에 따르면 57.8%이다. 가장 최근의 2005년 Eurobarometer Poll에 따르면 37%의 슬로베니아인이 "신이 있다고 믿는다"고 답했으며, 46%는 "일종의 영혼이나 생명력이 있다고 믿는다"고 답했다. 그리고 16%는 "영혼이나 신, 생명력과 같은 것이 있다고 믿지 않는다"고 답했다.

## 대외 관계
- 대 대한민국 관계: 대한민국은 1992년 슬로베니아를 승인했으며 동년 11월에 수교하였다. 대한민국은 주오스트리아 대사관이 겸임하고 있으며 슬로베니아는 대한민국 공관을 주일본 대사관이 겸임하고 있다. 수도인 류블라냐에 코트라 사무소가 상주한다. 북한은 1992년에 수교하였다. 2002년 FIFA 월드컵 때 슬로베니아는 B조에 속해 있었기 때문에 대표팀을 대한민국으로 파견하였다. (A, B, C, D조는 대한민국, E, F, G, H조는 일본) 슬로베니아는 아직 한국과의 직항편을 개설하지 않았기 때문에 한국인들은 제3국을 경유해서 가야 한다.
- 대 오스트리아 관계: 예전엔 오스트리아-헝가리 제국의 지배를 받았지만, 우호적인 관계를 유지하고 있다.
- 대 세르비아 관계: 슬로베니아는 예전엔 유고슬라비아를 구성하던 공화국의 하나였지만, 1991년에 유고슬라비아로부터 독립을 선언한 뒤에 10일 전쟁이 일어났다. 유고슬라비아 분쟁과 10일 전쟁의 영향으로 세르비아와는 안 좋은 관계를 가지고 있다.
- 대 러시아 관계: 슬로베니아는 유고슬라비아 해체 이후에 러시아와 수교를 했다. 미국과 유럽 연합과의 관계가 강하지만, 러시아와의 우호적인 관계도 유지하고 있다.
- 그 밖의 대외 관계: 슬로베니아는 2004년에 유럽 연합에 가입했으며, 공식 통화도 이후 유로로 바꿨다.

## 국기
슬로베니아의 국기는 슬로바키아의 국기와 매우 유사하지만, 전혀 다른 형태를 지니고 있다.